# Fjellsjøkampen
Fjellsjøkampen (812,29 meter över havet) är ett norskt berg. Det ligger i Hurdals kommun i Akershus fylke och är det högsta berget i detta fylke, endast 13 centimeter högre än näst högsta berget i fylket.